# Biophysical Journal
Biophysical Journal es una revista científica revisada por pares publicada por Cell Press en nombre de la Sociedad de Biofisica de Estados Unidos (Biophysical Society). La revista se estableció en 1960 para proporcionar un foro de investigación para miembros y no miembros de la Sociedad, al tiempo que mantiene rigurosos estándares de revisión y publicación. La revista publica artículos de importancia biofísica para una amplia comunidad de biólogos cuantitativos dentro de varias subespecialidades.
Biophysical Journal se publica actualmente cada dos semanas, con un total de 24 números por año, con algunos números dedicados a temas específicos. Además, se publica un "número de resúmenes" complementario, que contiene resúmenes de presentaciones en la Reunión Anual de la Sociedad Biofísica. La editora en jefe es Jane Dyson. El editor en jefe, editores asociados y miembros de la comité editorial son todos científicos activos y miembros de la Sociedad, localizados en diversos países del mundo. A través de artículos originales, cartas y perspectivas sobre problemas en la biofísica moderna, Biophysical Journal proporciona un foro para la investigación que aclara importantes mecanismos biológicos, químicos o físicos y proporciona una visión cuantitativa de los problemas fundamentales a nivel molecular, celular y de sistemas y de todo el organismo. Los artículos de investigación se centran en estudios experimentales que emplean enfoques físicos cuantitativos para el estudio de sistemas biológicos.